# 安德里伊夫卡 (蘇梅區)
51°7′38″N 34°49′24″E / 51.12722°N 34.82333°E
安德里伊夫卡（烏克蘭語：Андріївка），是烏克蘭東北部蘇梅州蘇梅區霍廷市镇的村落。距離阿列克西伊夫卡和金德拉蒂夫卡2.5公里，海拔高度191米，2001年該村落人口86。